# CounterPunch
CounterPunch est un magazine politique de gauche bimensuel, créé en 1994 aux États-Unis par trois journalistes d'investigation américains. Ceux-ci, estimant la presse américaine trop timide, ont pour objectif une liberté d'expression et de dénonciation radicale. CounterPunch dénonce par exemple le soutien des États-Unis au dictateur haïtien Jean-Claude Duvalier, critique la façon dont la guerre d'Irak a été « vendue » aux Américains, etc. Selon The Guardian, le site internet de CounterPunch est l'un des sites politiques les plus influents et les plus fréquentés des États-Unis.
Plusieurs rédacteurs de CounterPunch ont des positions extrêmement critiques vis-à-vis d'Israël.
Quelques articles de CounterPunch comportent des informations jugées fausses ou à caractère antisémite par différents observateurs. En 2004, CounterPunch a publié un article sur le négationniste Ernst Zündel en le qualifiant d'« historien ».

## Histoire
CounterPunch démarre fin 1993 à Washington, lancé par le journaliste de gauche Ken Silverstein. Ce journaliste d'investigation critiquait ce qu'il estimait être la pusillanimité de la presse américaine face au pouvoir et désirait pouvoir exprimer des points de vue radicaux sans restriction. Selon le Washington City Paper (en), CounterPunch est au départ un « petit bulletin d'information sanglant » qui couvrait l'actualité des politiciens et officiels de Washington, et « fournissait du carburant aux gauchistes pour les conversations lors des cocktails ». Ken Silverstein débute seul, travaillant chez lui ou dans un bureau minable, et révèle les liens entre le dictateur haïtien Jean-Claude Duvalier et le Parti démocrate, une information qui est reprise dans plusieurs journaux. Il documente le recrutement d'un sénateur par l'industrie pharmaceutique pour lutter contre une réforme des soins de santé, s'indigne de la protection du dictateur Mobutu par les États-Unis, etc. Silverstein apprécie de voir que son travail est parfois repris par les grands médias. En mai 1994, CounterPunch est nommé par Utne Reader (en) parmi les meilleurs nouveaux titre de la presse alternative.
Ken Silverstein dit n'avoir eu aucune difficultés à trouver de quoi faire des articles sur les officiels de Washington, la réputation de chien de garde de la presse de Washington étant selon lui une fiction. Il en déduit donc qu'il y a une « énorme » opportunité pour CounterPunch.
Il est rejoint en septembre 1994 par Alexander Cockburn, un chroniqueur d'extrême gauche travaillant à The Nation, mais qui estime que The Nation n'est pas assez engagé à gauche : le projet CounterPunch l'attire par sa radicalité. Il en avait déjà discuté avec Silverstein, son protégé, en 1989, mais avait préféré laissé Silverstein démarrer seul le projet, se consacrant à sa chronique syndicale et celle pour The Nation. Il déclare qu'ayant constaté que Silverstein avait réussi à sortir de l'eau avec CounterPunch et n'avait pas « coulé comme une pierre », il était « monté sur le bateau ». L'arrivée de Cockburn se traduit par un élargissement des sujets abordés et un style rédactionnel moins pesant, avec des expressions plus « poivrées » selon le Washington City Paper. Avec l'arrivée de Cockburn, la newsletter acquiert aussi un nouveau talent pour les insultes. Par exemple CounterPunch écrit que l'auteur Charles Murray est le leader des « penseurs fous de la droite ». CounterPunch se présente comme étant « un rapport bimensuel explosif sur le pouvoir et le mal à Washington ». Alexander Cockburn, comme Ken Silverstein, critique ce qu'il estime être un manque de courage de la presse américaine, qu'il voit comme « paralysée », et il ne lui témoigne guère de respect, allant jusqu'à comparer New Republic à un magazine pratiquement « nazi », détenue par une « raciste ».
Silverstein dit avoir 1000 abonnés au bout d'un an, presque le double de son objectif initial. La cotisation annuelle est de 40$ par abonné, et représente la seule source de revenus. Fidèle à son idéologie, CounterPunch fait payer moins cher les lecteurs à faible revenu et plus cher les institutions. Les sujets abordés sont la politique étrangère, le travail, et les officiels américains œuvrant à Washington.
Durant l'année 1994, Jeffrey Saint-Clair (en), un journaliste d'investigation collègue d'Alexander Cockburn, a lui aussi rejoint CounterPunch. Deux ans plus tard, Ken Silverstein les quitte.
Durant les années 2000, CounterPunch critique la guerre en Irak de George W. Bush et la façon dont elle a été « vendue » aux américains, relayant les propos d'anciens agents du renseignement américain, membres du Veteran Intelligence Professionals for Sanity (en).
En décembre 2013, CounterPunch publie une interview de Roger Waters, ex-membre des Pink Floyd, qui accuse Israël d'être un « régime d'apartheid raciste », pratiquant le « nettoyage ethnique » (Waters, dans une autre interview, précise qu'il déteste l'apartheid, mais pas Israël).

## Ligne éditoriale
CounterPunch magazine publie fréquemment des tribunes d'Alexander Cockburn, de son actuel rédacteur en chef Jeffrey Saint-Clair (en), de son éditeur Joshua Frank, ainsi que des contributions régulières de plusieurs autres personnalités.
Les sujets abordés comprennent la couverture critique à la fois des politiciens Démocrates et Républicains,,, des rapports détaillés sur l'environnement et le syndicalisme, la politique étrangère des États-Unis, et le conflit israélo-arabe. Selon Paul Gorski, CounterPunch développe un commentaire politique progressiste, mais qui dépasse l'habituel dichotomie « bon démocrate, mauvais républicain » : CounterPunch prend pour cible toute politique, toute conscience trop confortable, tout politicien qui permet de conserver le « status quo ». Selon The Guardian, lorsqu'ils ont fondé CounterPunch en 1994, Ken Silverstein, Jeffrey Saint Clair et Alexander Cockburn souhaitaient mettre en œuvre le meilleur journalisme d'investigation du pays. 
CounterPunch est décrit comme de gauche,,,, voire d'extrême-gauche,.
Selon The Guardian, CounterPunch est l'un des sites internet politique les plus influents et les plus populaires aux États-Unis et il est suivi assidûment à Washington. Selon The Nation, CounterPunch est un site internet radical, qui a une audience mondiale substantielle, et Alexander Cockburn, cofondateur de CounterPunch, est l'un des journalistes radicaux les plus connus aux États-Unis. Pour Robert Parry, CounterPunch fait partie des meilleurs sites internet de journalisme indépendant, et un autre rédacteur de Consortiumnews décrit CounterPunch comme étant un site web alternatif ayant pignon sur rue. Pour le New Yorker et The Guardian, CounterPunch est « une publication de gauche respectée »,. Selon Paul Gorski, CounterPunch est une lettre d'information en ligne progressiste bien connue. Le New-York Times décrit CounterPunch comme une lettre d'information politique, ou une lettre d'information « muckraking ». Les deux éditeurs, Alexander Cockburn et Jeffrey Saint-Clair, affirment soutenir « un [journalisme] "fouille-merde" avec une attitude radicale » (« muckraking with a radical attitude »). 
Selon The Daily Beast, CounterPunch a souvent une position critique vis-à-vis de la politique américaine au Moyen-Orient. 
En Europe, il est perçu selon Pierre-André Taguieff comme média antisioniste et/ou rouge-brun.

## Critiques
En 2004, Max Boot qualifie CounterPunch de site web conspirationniste et dénonce les propos des membres de la VIPS (en), des anciens agents des renseignements, qui expriment leur opposition à la politique guerrière de George W. Bush via CounterPunch. D'après Max Boot, CounterPunch est si extrémiste qu'il va jusqu'à comparer Bush à Hitler, une opinion portée par l'ancien agent du renseignement McGovern de VIPS, qui estime que la promotion auprès des américains de la guerre en Irak par l'administration américaine correspondait aux techniques de propagande du ministre nazi Joseph Goebbels, celui-ci affirmant que si l'on répète une chose suffisamment souvent, les gens le croient,.

### Propagande russe
D'après le Washington Post, CounterPuch s'est fait infiltrer en 2016 par un « fantassin d'une armée de trolls dirigée par la Russie ». Ce « troll », une femme nommée Alice Donovan, s'est présenté comme un journaliste indépendant débutant. Alice Donovan a d'abord écrit au moins 10 articles non politiques, puis, à l'approche de l'élection présidentielle de 2016, a écrit progressivement en défaveur d'Hillary Clinton, la candidate favorite. Elle a aussi fait selon le Washington Post une promotion racoleuse pour Wikileaks, un site considérés par les responsables américains comme un outil de l'influence russe sur l'élection présidentielle de 2016. Alice Donovan déclare par exemple qu'on ne peut nier que les emails dérobés au parti démocrate soient authentiques et que pourtant presque personne ne parle du contenu de ces emails qui met à nu Hillary Clinton.
Le 24 novembre 2016, le Washington Post relaie une enquête du groupe PropOrNot (en), constitué d'après le Washington Post de chercheurs non partisans, et qui ont constitué une liste de 200 sites ayant selon eux été des colporteurs d'une propagande russe visant à faire élire le président américain Donald Trump. Les membres de PropOrNot ont gardé l'anonymat, et leurs sources de financement sont inconnues. Pour The Nation, cette liste de PropOrNot est une liste noire de journalistes critiquant la politique américaine envers la Russie, et il reproche à cette liste de contenir certains sites dont CounterPunch. The Daily Beast rapporte que face à la tempête de condamnations soulevée par l'article du Washington Post, celui-ci a rajouté une note où le journal « ne garantit pas les conclusions de PropOrNot pour un média en particulier ». Robert Parry, rédacteur en chef de Consortium News, remarque que la liste de PropOrNot contient une série de sites de journalisme indépendant comme CounterPunch et le sien, et note qu'à l'époque où ils se sont opposés aux « faits » rapportés par le gouvernement américain et le Washington Post au sujet des armes de destruction massives prétendument détenues par Saddam Hussein, ils étaient nommés des « apologistes de Saddam ». Pour le New Yorker, le fait que PropOrNot s'en prenne à des « sites de gauche respectés » comme CounterPunch est le signe que pour PropOrNot, il suffit d'avoir des opinions en dehors du courant politique dominant pour risquer d'être étiqueté comme « un propagandiste russe ».

### Fausses informations
Selon Conspiracy Watch, en 2010, un article de Bouthaina Shaaban (conseillère et porte-parole du président syrien Bachar Al-Assad) sur CounterPunch reprend la « rumeur ignoble », une « intox » accusant les équipes de secours israéliennes de voler les organes des victimes du séisme à Haïti en janvier 2010. L'article est repris ensuite dans la blogosphère antisioniste.
Toujours selon Conspiracy Watch, dans un article publié sur CounterPunch en 2015, à propos de la crise ukrainienne débutée en 2013, le journaliste australien John Pilger accuse l'administration américaine d'avoir dépensé 5 milliards de dollars pour financer un coup d'État : « the Obama administration splashed out $5 billion on a coup against the elected government ». D'après Conspiracy Watch, le journaliste australien « controversé » fonde cette analyse sur des propos de Victoria Nuland dont il rapporte une version « très biaisée ».
Selon le journaliste Adrien Sénécat du journal Le Monde, ce site a publié des fausses informations, relayant notamment un faux discours d'Hillary Clinton devant les dirigeants de Goldman Sachs ou la fausse relaxe de Slobodan Milosevic par le Tribunal pénal international pour l'ex-Yougoslavie.

### Antisionisme
En 2007, CAMERA, une association pro-israélienne qui surveille les médias américains et l'exactitude des reportages sur le Moyen-Orient, décrit CounterPunch comme un « site web anti-israélien extrémiste ». Selon New Republic, Alexander Cockburn critique violemment Israël : pour lui, l'occupation de la Palestine par les israéliens équivaut à un génocide, et les références de Ariel Sharon en tant que criminel de guerre sont solides.

### Antisémitisme
En 2009, le site publie un article d'Alison Weir sur le vol d'organes par l'armée israélienne sur les cadavres de Palestiniens, qui accrédite par ailleurs les imaginaires crimes rituels juifs du Moyen-Âge. The Guardian affirme que cette accusation de vol d'organes est infondée et invraisemblable, et le fait qu'elle soit défendue par CounterPunch montre que « la gauche n'a pas un dossier sans tache contre l'antisémitisme ».
CounterPunch est vu par le magazine FrontPage (en) comme un média antisémite dont des collaborateurs sont proches des néo-nazis américains ou européens. Pour FrontPage, de nombreux juifs antisémites de l'ultra-gauche américaine sont chroniqueurs dans le magazine web « extrémiste » CounterPunch. FrontPage cite en tant que juifs antisémites Gilad Atzmon, ou encore Jennifer Loewenstein (en), qui accuse les israéliens de traiter les palestiniens comme des « Untermenschen » (sous-humain), ce qui rappelle le traitement allemand des Juifs durant l'Holocauste. FrontPage accuse CounterPunch d'appeler à l'extermination d'Israël et affirme que le magazine publie des journalistes négationnistes.
Après l'attentat contre Charlie Hebdo en 2015, CounterPunch a publié un article du Palestinien Mazin Qumsiyeh (en), qui est d'après Conspiracy Watch « un activiste conspirationniste connu pour ses prises de position antisémites ». Selon Conspiracy Watch, Mazin Qumsiyeh « suggère que les attentats pourraient avoir été perpétrées par un service de renseignements étatique », et estime que quel soit les auteurs des attentats, les « Sionistes extrairont de cette histoire tout ce qu’ils peuvent grâce à leur (très grande) capacité médiatique ».
Selon Alexander Cockburn, cofondateur de CounterPunch, Israël et ses défenseurs sont prompts à accuser d'antisémitisme quiconque critique la politique israélienne. Il affirme qu'il est possible de détecter qu'Israël se comporte mal grâce aux accusations d'antisémitisme dont ce pays « accable ses critiques ».

#### Négationnisme
Selon le journaliste Michael C. Moynihan du magazine Reason, en 2010, Israël Shamir (alias Adam Ermash ou Jöran Jermas), qu'il juge antisémite et négationniste, est « correspondant permanent de CounterPunch, spécialisé dans le renseignement ». D'après Moynihan, Israël Shamir n'hésite pas à faire l'apologie de négationnistes célèbres sur son site, et il est capable de forger des documents pour appuyer ses articles contre Israël. Parmi les articles d'Israël Shamir publiés sur CounterPunch, Moynihan critique celui concernant Anna Ardin, la femme qui a accusé Julien Assange de viol. Pour Moynihan, la connexion entre Anna Ardin et la CIA est loin d'être prouvée.
Selon Conspiracy Watch, CounterPunch publie également en 2004 un article défendant le négationiste Ernst Zündel et le qualifiant d'« historien ».